# Здание офицерского собрания (Зеленогорск)
Здание офицерского собрания — памятник архитектуры, находится в городе Зеленогорске (Курортный район Санкт-Петербурга) по адресу Исполкомская улица, 6.
Был построен по заказу особняк И. И. Новикова, предположительно, в 1914-1917 годах.

## История

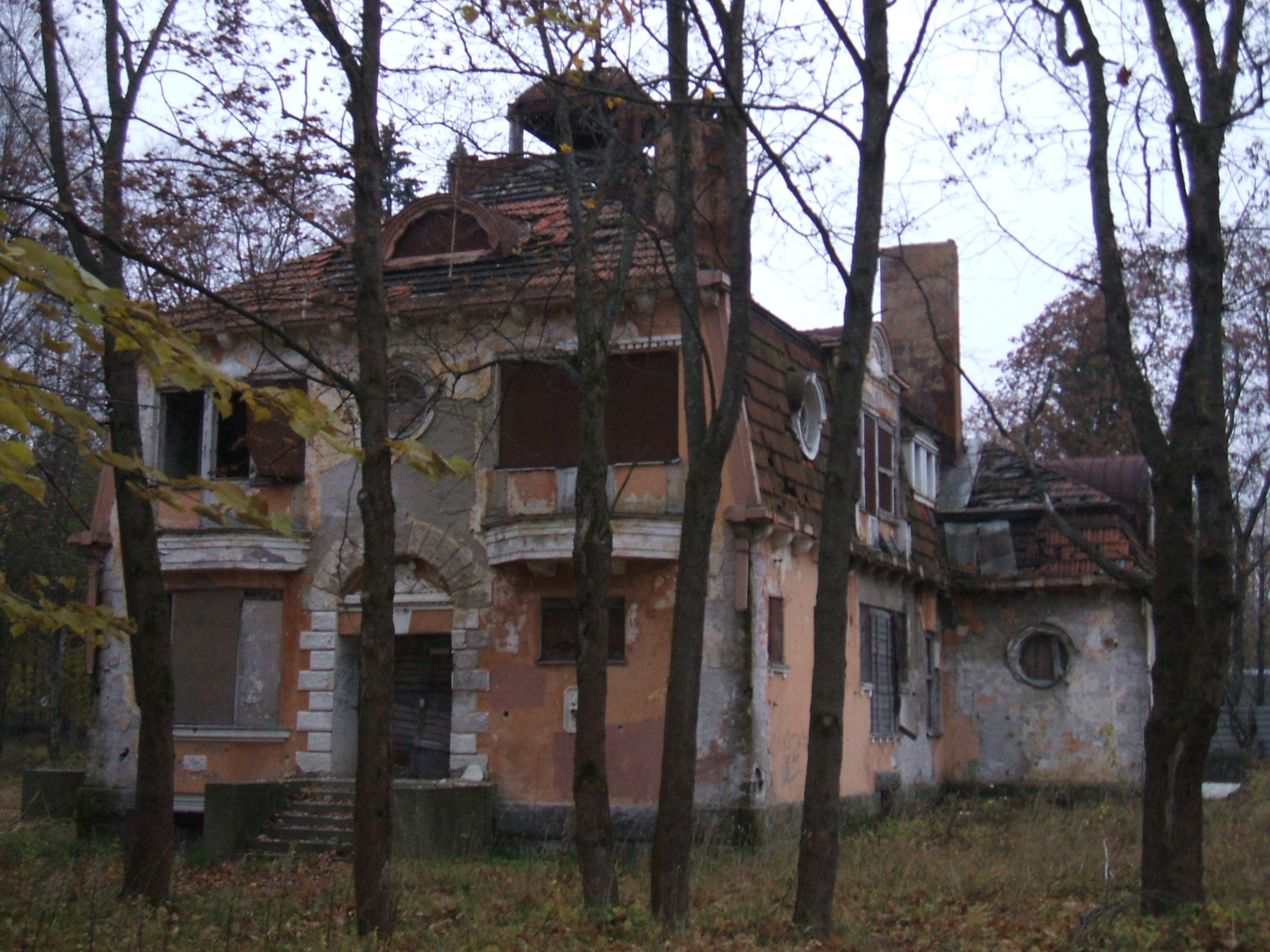
Западный фасад дома

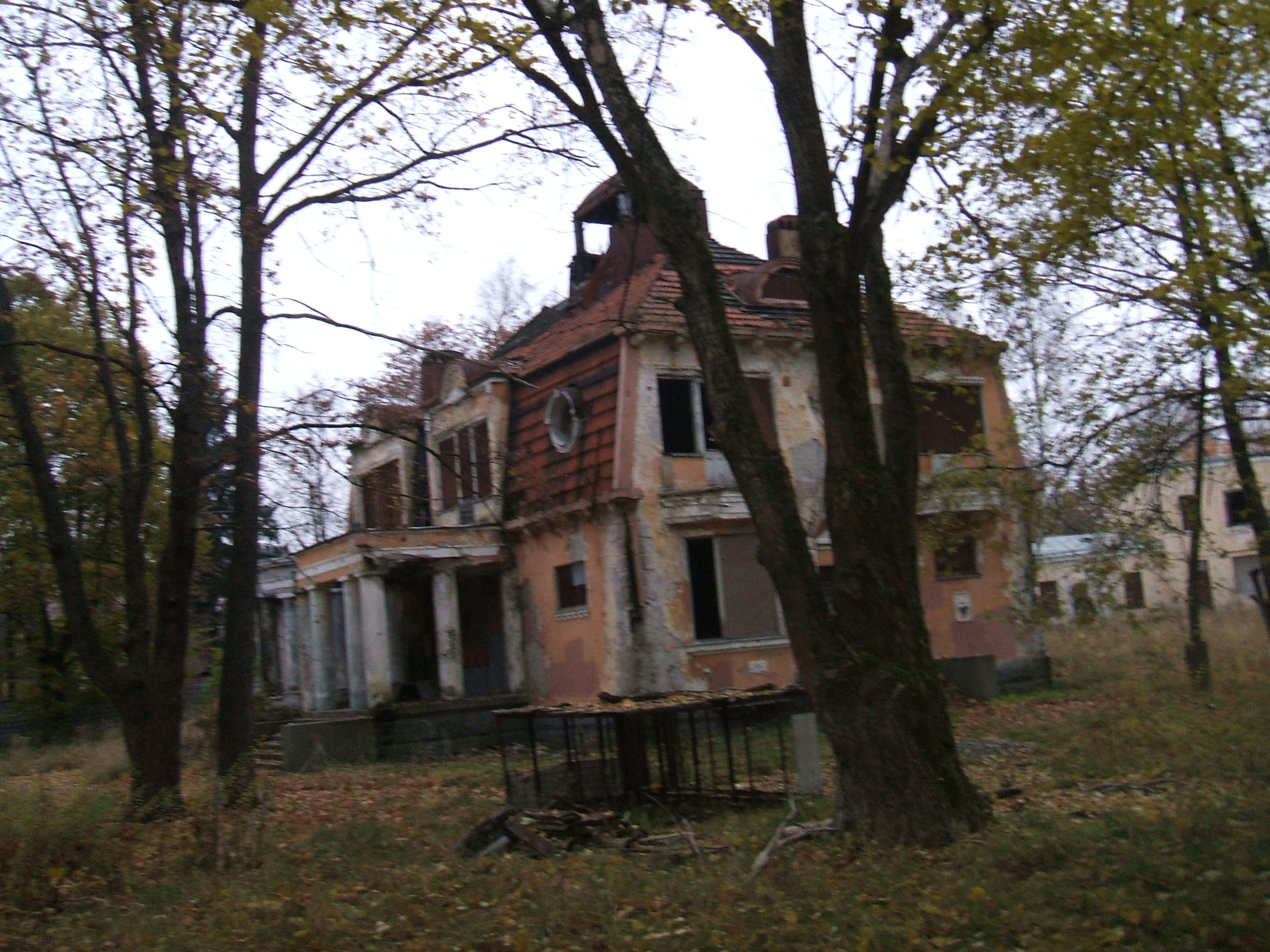
Восточный фасад дома

По учётным карточкам картотеки земельного комитета Выборгской губернии, участок сложился из двух смежных земельных участков 12(170) «Уголок» и участка 12(156) «Райала» (последний фактически состоит из двух участков 12(148) и 12(156)), расположенных в центральном районе Териоки-Кескикюля (название этого района дословно можно перевести как «Центральная деревня»). Оба участка были оформлены соответственно 15 мая и 2 июня 1914 года на «губернского секретаря Ивана Ивановича Новикова» по предъявлению паспорта, выданного 18.12.1896 в Санкт-Петербурге 1-м полицейским участком. Из купчей № 351 следует, что участок 12(170) «Уголок» площадью 0,4 га (4022 кв. м.) был приобретён за 4850 рублей у Сакария и Хелены Саволайнен. Купчая была оформлена и деньги выплачены 28 сентября 1913 года. Согласно купчей № 353 участок 12(156) «Райала» площадью 0,5 га (4944 кв. м.) был приобретён за 4944 рубля у АО «Териокский пивзавод». Купчая датирована 10 июля 1913 года. Покупатель Иван Иванович Новиков был почётным гражданинином, в адресных книгах Петербурга 1895—1911 годов числится служащим Государственного Дворянского Земельного банка. В 1898 занимал должность помощник бухгалтера. Проживал по адресам:
- 1895 — Кронверкская улица, 15.
- 1898 — Николаевская (ныне Марата), 10.
- 1901 — Большой проспект Петроградской стороны, 53.
- 1904 — Широкая (ныне Ленина), 21.
- 1907 — Геслеровский пер. (ныне Чкаловский пр.), 20.
- 1909 и 1911 — Садовая, 65.
- 1913 — владеет двумя группами смежных домов — в центре и на Васильевском острове:

1. Садовая, 65 / Б. Подьяческая, 31 / Екатерининский (ныне Грибоедова) канал, 118;
2. 1-я линия, 18 / Большой пр., 2 / Соловьёвский пер. (ныне ул. Репина), 17.
В октябре 1917 года участок в Териоках продаётся сначала Ивану Мартыновичу Лассманну, а в октябре 1927 года владельцем участка становится аптекарь Ууно Хагберг (Uuno Hagberg), затем усадьба переходит в руки Финляндского государства и в особняке Новикова размещается сначала штаб пограничной охраны, а позднее — офицерское собрание 1-го Егерского батальона финской армии. О Новикове после революции сведений нет, предположительно, он уехал из Терийоки в мае 1918-го.
В историю особняк вошел как место, где формировалось правительство Финляндии во время Финской войны 1939 года. В 1940-м в здании была оборудована больница, после войны до 1959 года в особняке располагался исполком КПСС Курортного района. В 1959-м дачу передали под пионерский лагерь и дом отдыха.

## Современность
В Единый государственный реестр объектов культурного наследия (памятников истории и культуры) народов Российской Федерации в составе усадьбы входят 7 объектов (нормативный акт: постановление Правительства РФ № 527 от 10.07.2001). В настоящее время все они руинированы.
1. Дача г. Зеленогорск, Исполкомская ул., 6
- 1.1 беседка с гранитным бассейном
- 1.2 ворота чугунные
- 1.3 дом жилой
- 1.4 корпус служебный
- 1.5 ледник
- 1.6 оранжерея
- 1.7 парк

Фотогалерея приусадебных объектов по состоянию на 2010 год
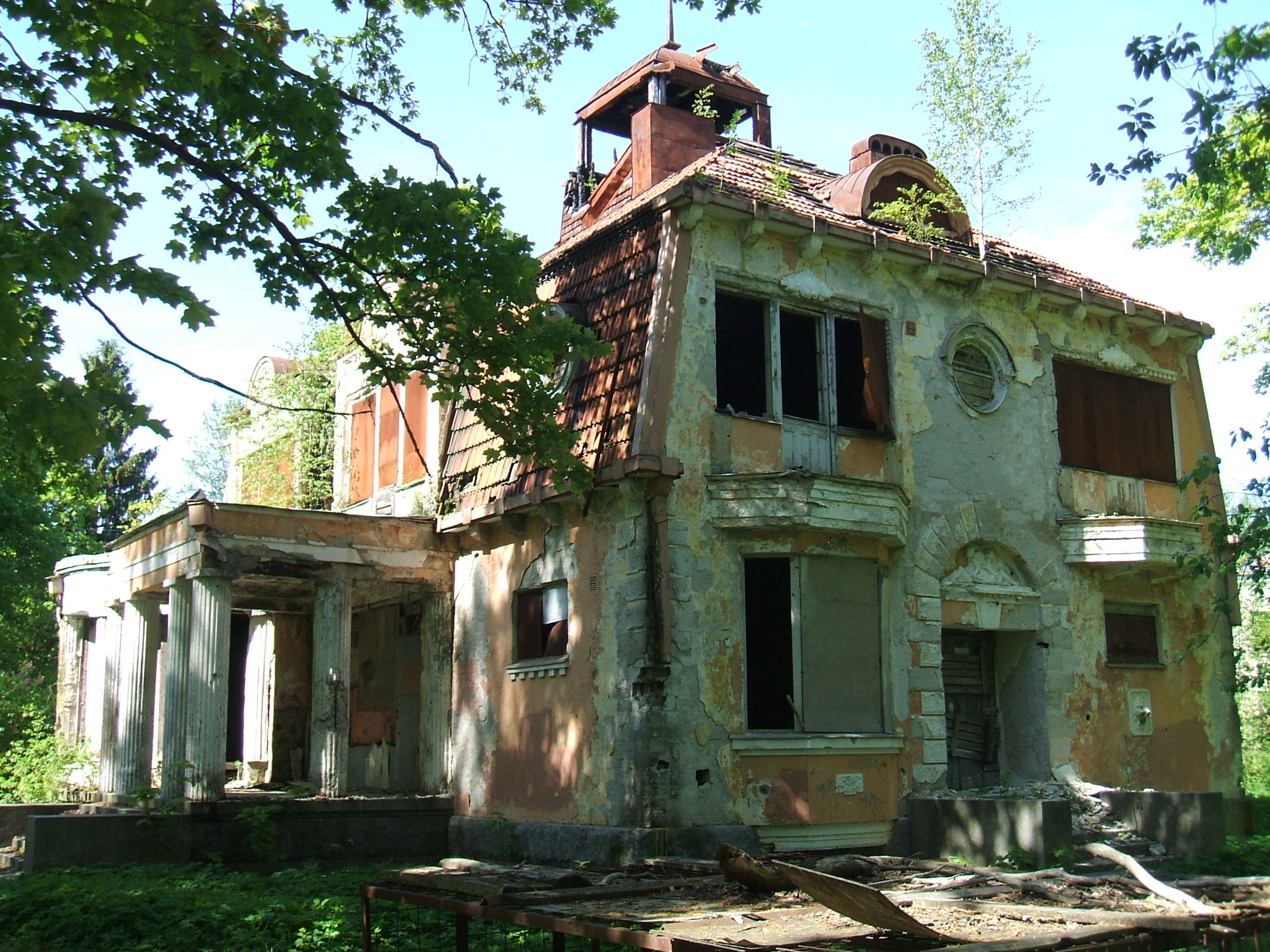
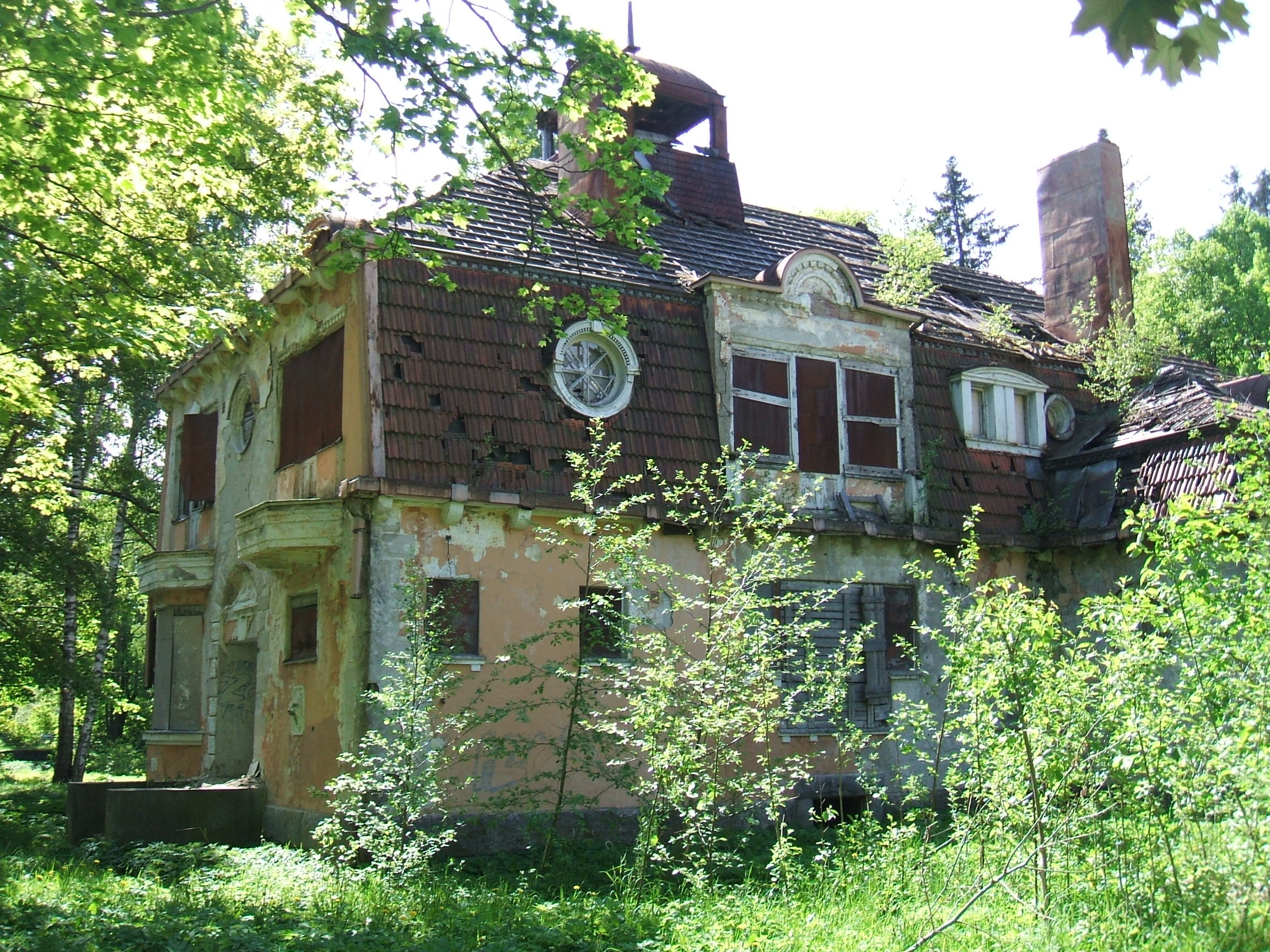
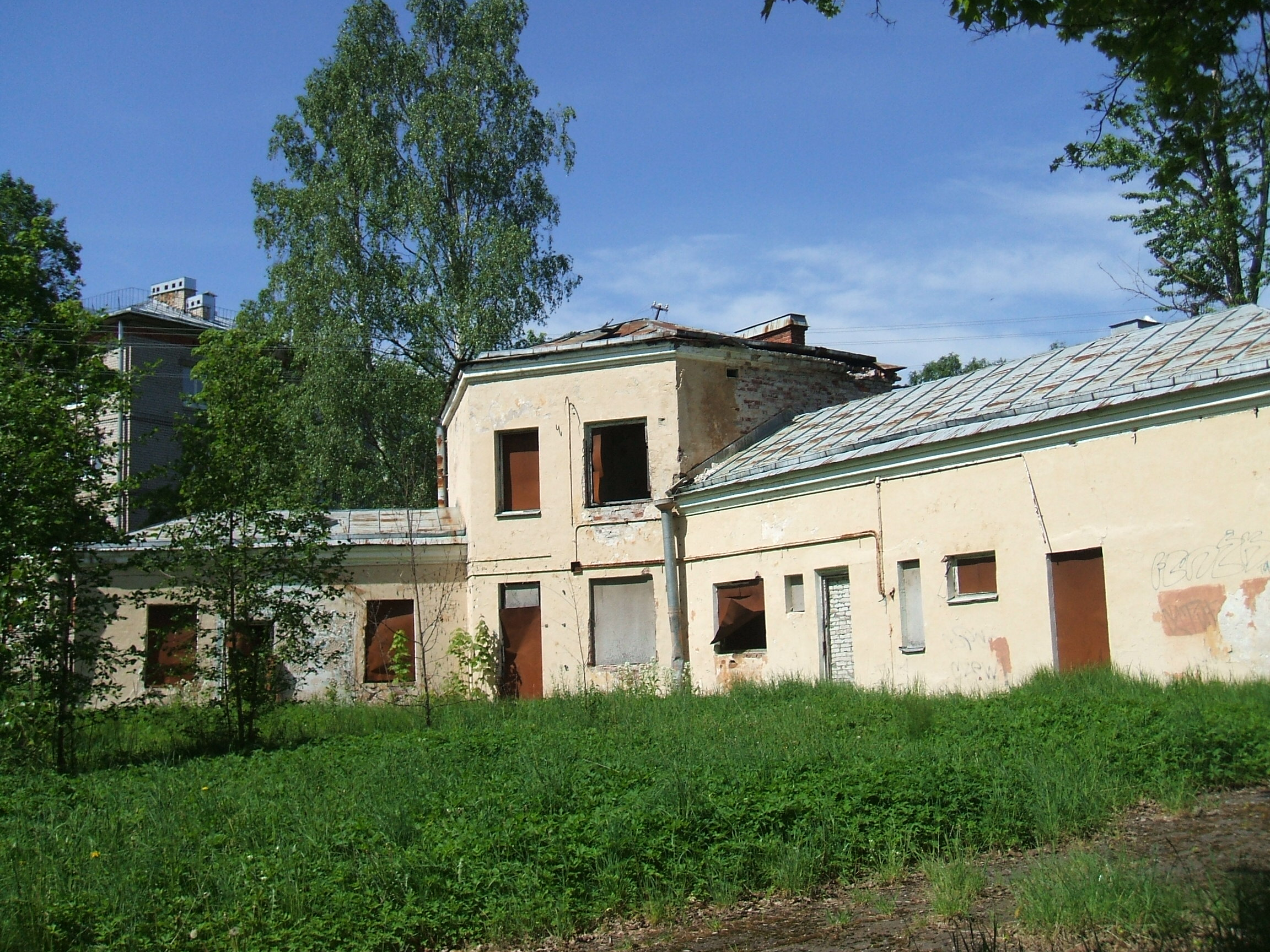
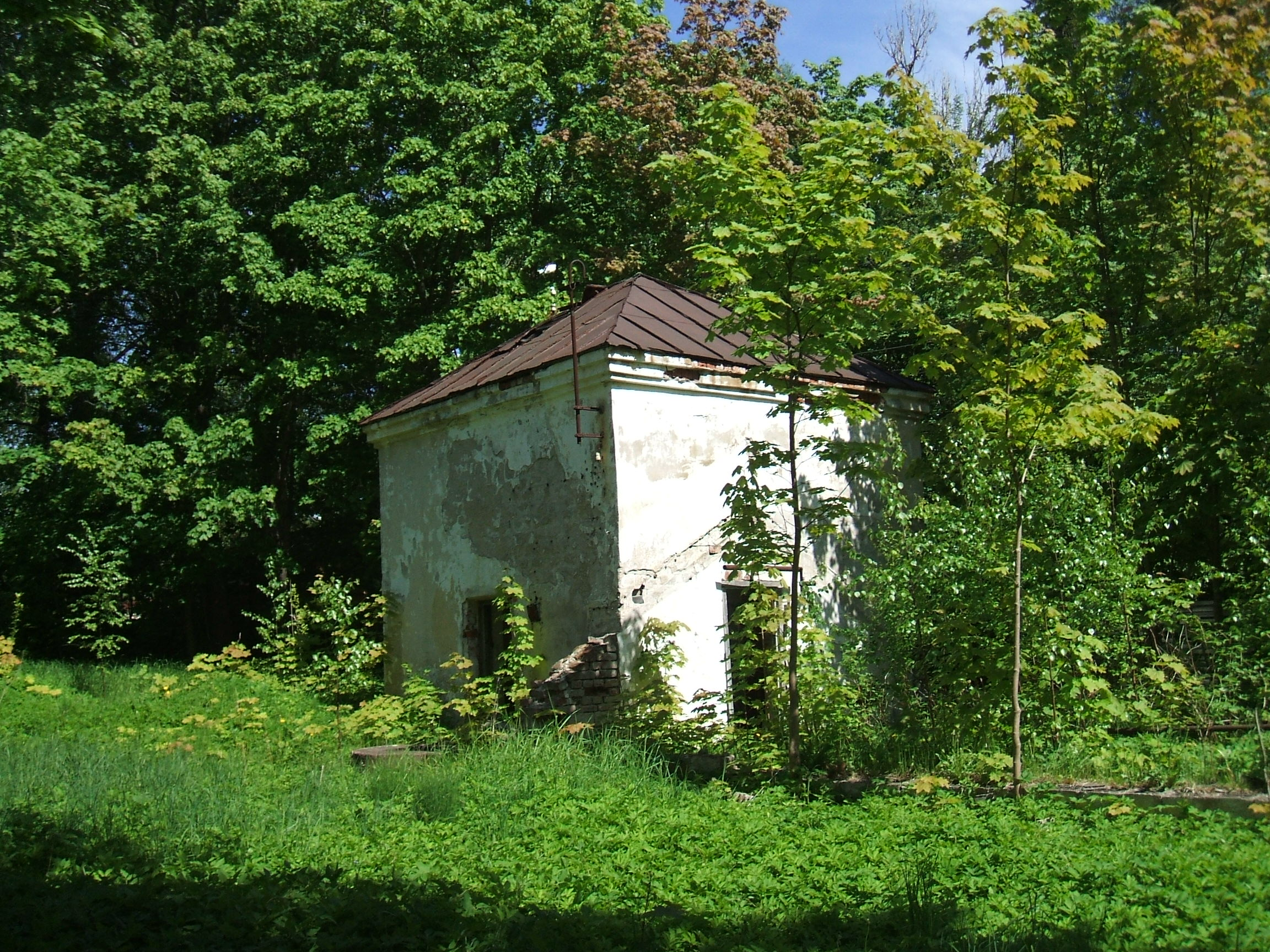
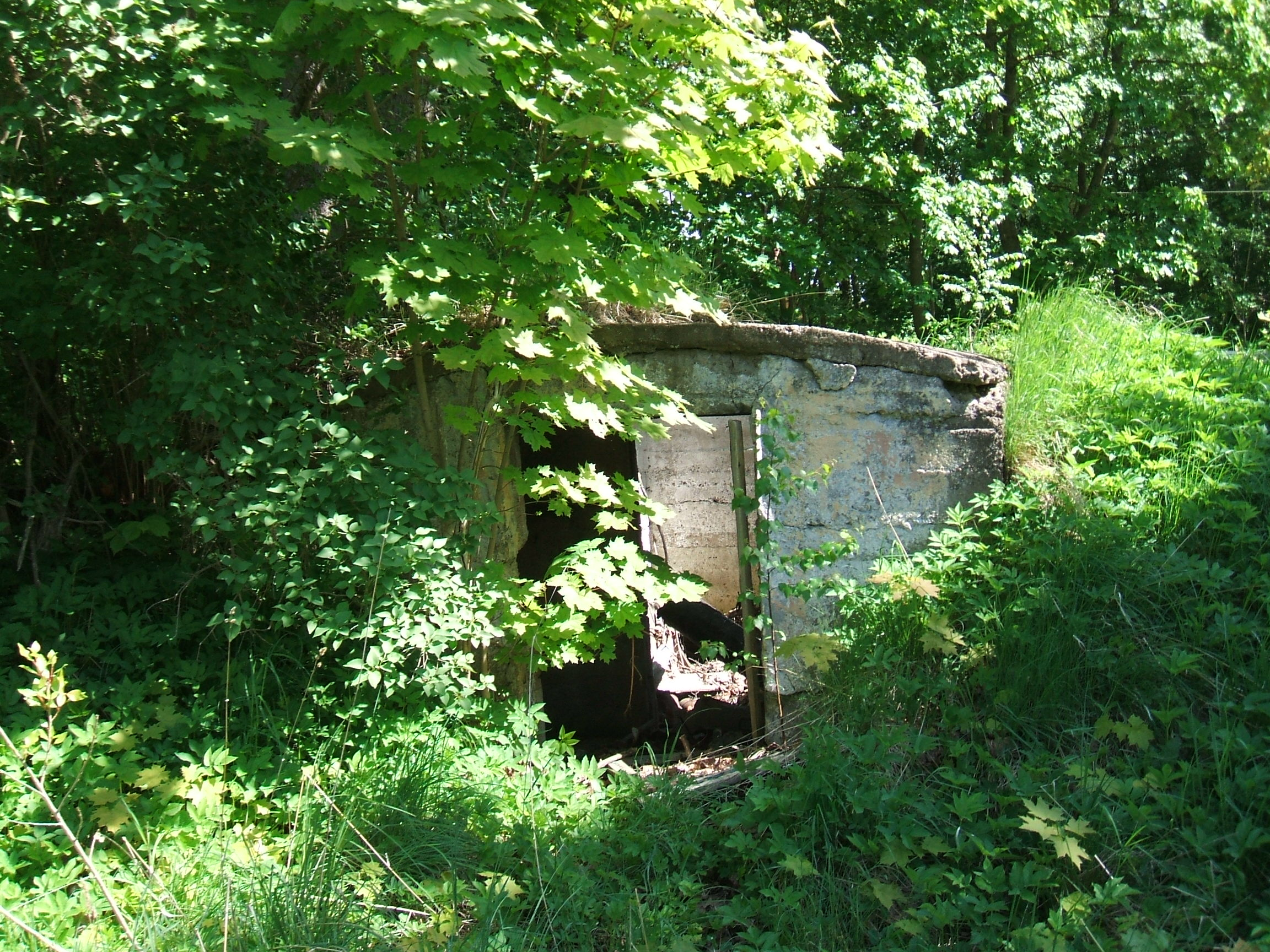